# Contea di Broward
La contea di Broward (in inglese Broward County) è una contea dello Stato della Florida, negli Stati Uniti d'America. Con i suoi 1 748 066 abitanti è la seconda contea più popolata della Florida. Il capoluogo amministrativo è Fort Lauderdale. Broward è una delle tre contee che compongono l'Area metropolitana di Miami.

## Geografia fisica
La contea si trova nel sud-est dello Stato e si affaccia a est sull'oceano Atlantico. L'U.S. Census Bureau certifica che l'estensione della contea è di 3418 km², di cui 3122 km² composti da terra e 296 km² composti di acqua.
La parte orientale è urbanizzata, ma la porzione più grande del territorio è costituita dall’area di conservazione che si estende verso ovest fino a confinare con la contea di Collier. Insieme, 31 municipalità e il Broward Municipal Services District occupano 427,8 miglia quadrate di area edificabile (il 35% della contea). Il restante 65% della contea è costituito da aree di conservazione, gran parte delle quali sono zone umide.
Nella contea si trovano le riserve Big Cypress e Hollywood del popolo Seminole e la riserva dei Miccosukee.

### Contee confinanti
- Contea di Palm Beach - nord
- Contea di Miami-Dade - sud
- Contea di Collier - ovest
- Contea di Hendry - nord-ovest

## Storia
La contea di Broward fu creata nel 1915 e fu chiamata così in onore di Napoleon Bonaparte Broward, governatore della Florida dal 1905 al 1909.
Negli anni sessanta era considerata la contea leader nella produzione agricola. Le costruzioni massicce nel sud della Florida verso la metà degli anni settanta trasformarono la contea: la cosa fu evidente nel 2003 con la chiusura di una delle più grandi aziende agricole che si trovarono nella contea, il Waldrep Dairy Farm.

## Autostrade e strade principali
- Interstate 95
- Interstate 75
- Interstate 595

## Centri abitati

Mappa della contea di Broward

La Contea di Broward si considera composta da 24 city, 5 town e due village, sebbene non vi siano differenze sostanziali nella struttura amministrativa o nella popolazione tra queste tre categorie.
Le municipalità sono numerate secondo la mappa pubblicata in questa pagina. La popolazione è basata sui dati del censimento del 2010.
| #  | Municipalità          | Tipo    | Data di incorporazione | Popolazione |
| -- | --------------------- | ------- | ---------------------- | ----------- |
| 2  | Coconut Creek         | City    | 20 febbraio 1967       | 52.909      |
| 26 | Cooper City           | City    | 20 giugno 1959         | 28.547      |
| 4  | Coral Springs         | City    | 10 giugno 1963         | 121.096     |
| 23 | Dania Beach           | City    | novembre 1904          | 29.639      |
| 22 | Davie                 | Town    | 16 novembre 1925       | 91.992      |
| 3  | Deerfield Beach       | City    | 11 giugno 1925         | 75.018      |
| 16 | Fort Lauderdale       | City    | 27 marzo 1911          | 165.521     |
| 31 | Hallandale Beach      | City    | 14 maggio 1927         | 37.113      |
| 8  | Hillsboro Beach       | Town    | 12 giugno 1939         | 1.875       |
| 24 | Hollywood             | City    | 28 novembre 1925       | 140.768     |
| 11 | Lauderdale-by-the-Sea | Town    | 30 novembre 1947       | 6.056       |
| 17 | Lauderdale Lakes      | City    | 22 giugno 1961         | 32.593      |
| 18 | Lauderhill            | City    | 20 giugno 1959         | 66.887      |
| 15 | Lazy Lake             | Village | 1953                   | 24          |
| 7  | Lighthouse Point      | City    | 13 giugno 1956         | 10,344      |
| 5  | Margate               | City    | 22 giugno 1961         | 53.284      |
| 28 | Miramar               | City    | 26 maggio 1955         | 122.041     |
| 10 | North Lauderdale      | City    | 10 giugno 1963         | 41.023      |
| 13 | Oakland Park          | City    | 19 giugno 1929         | 41.363      |
| 1  | Parkland              | City    | 10 luglio 1963         | 23.962      |
| 30 | Pembroke Park         | Town    | 10 dicembre 1957       | 6.102       |
| 27 | Pembroke Pines        | City    | 1960                   | 154.750     |
| 20 | Plantation            | City    | 30 aprile 1953         | 84.955      |
| 6  | Pompano Beach         | City    | 1947                   | 99.845      |
| 12 | Sea Ranch Lakes       | Village | 1959                   | 670         |
| 25 | Southwest Ranches     | Town    | 25 luglio 2000         | 7.345       |
| 19 | Sunrise               | City    | 1961                   | 84.439      |
| 9  | Tamarac               | City    | 15 agosto 1963         | 60.427      |
| 29 | West Park             | City    | 1º marzo 2005          | 14.156      |
| 21 | Weston                | City    | 1996                   | 65.333      |
| 14 | Wilton Manors         | City    | 1947                   | 11.632      |

Il censimento del 2020 considera sei census-designated place nella contea.
| Census Designated Place |
| ----------------------- |
| Boulevard Gardens       |
| Broadview Park          |
| Franklin Park           |
| Hillsboro Pines         |
| Roosevelt Gardens       |
| Washington Park         |

## Politica
| Anno | Repubblicani | Democratici | Altri |
| ---- | ------------ | ----------- | ----- |
| 2004 | 34,6%        | 64,2%       | 0,4%  |
| 2000 | 30,9         | 67,4%       | 1,6%  |
| 1996 | 28,3%        | 63,5%       | 8,2%  |
| 1992 | 30,9%        | 51,8%       | 17,3% |
| 1988 | 50,5%        | 45,5%       | 0,5%  |